# Les Cadeaux de Noël

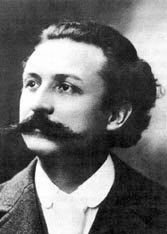
Xavier Leroux.

Les Cadeaux de Noël (Julklapparna)  är en fransk opera i en akt med musik av Xavier Leroux och libretto av Émile Fabre. Den beskrevs som en conte héroïque (heroisk saga) och hade premiär på Opéra-Comique i Paris på juldagen 1915. Den handlar om fyra barn, vars föräldrar har dödats av tyska soldater men som fann hopp i en till synes sorgsen jul. Operan fick ett särskilt gott mottagande av den franska publiken mitt under Första världskriget och blev en stor succé i Paris. Den uppfördes senare i Italien, Monte Carlo och Latinamerika.

## Historia
Opéra-Comique, en av Frankrikes mest framgångsrika operakompanier, drabbades hårt av Första världskrigets utbrott sommaren 1914. I oktober hade 127 av musikerna, sångarna och de anställde blivit förflyttade till västfronten. Den tyska arméns framryckning mot Paris ledde till att stadens alla teatrar stängdes till december 1914, då de fick tillåtelse att hålla öppet för matinéföreställningar. 1915 sattes flera nyproduktioner upp (ofta med militära eller patriotiska teman), däribland Les Cadeaux de Noël. Dess kompositör, Xavier Leroux, var välkänd på Parisscenerna med sina operor och teatermusik. Tre av hans operor, La Reine Fiammette (1903), Le Chemineau (1907) och Le Carillonneur (1913) hade haft premiär på Opéra-Comique. Librettot till Les Cadeaux de Noël skrevs av pjäsförfattaren Émile Fabre. 1915 utnämndes han till verkställande direktör för Comédie-Française och grundade senare Théâtre Aux Armées, en teatertrupp som underhöll de franska soldaterna under kriget.
Les Cadeaux de Noël hade premiär vid en matinéföreställning den 25 december 1915 tillsammans med Massenets Werther. Premiärföreställningen dirigerades av Paul Vidal och alla sångarna var kvinnor, förutom den 50-årige barytonen Henri Albers, som sjöng Père Jean. Uppsättningen regisserades av Pierre Chéreau med dekor av Alexandre Bailly och Pierre-Barthélemy Gheusi. Gheusi skrev senare i sina memoarer att operan var en triumf som lämnade publiken i tårar:
 Den skakande rösten hos Vallin (Clara), den strålande timbren hos den unga Saiman (lille Pierre), det gripande spelet hos Calas (Emma), Carrière (lille Louis) och Albers (Père Jean), samt de nya scenerierna av Bailly borgade för verkets succé, med krigsskadade mödrar gråtande i salongen. Ute i kulisserna förkroppsligade min fine sångare Bello rösten av tysken med en hetta som fick alla hjärtan att darra, men de fick omedelbar tröst när den lille Pierre avfyrade sitt hämnande gevär.
Operan fick lysande kritik i Le Figaro, Les Annales du théâtre et de la musique och La Nouvelle revue för sin gripande och originella version av Fabres libretto och Lerouxs charmerande, enkla och gripande musik. Beskriven i Le Figaro 1917 som en "enorm succé" i Paris, sattes operan senare upp på La Scala och Teatro Costanzi i Italien med samma rollbesättning, och på Théâtre du Casino i Monte Carlo i en helt ny uppsättning. I Latinamerika framfördes den 1916 på Teatro Solís i Montevideo och på Teatro Municipal i Rio de Janeiro, båda tillfällena dirigerade av tonsättaren. Enligt Le Temps ställdes en planerade föreställning in i Buenos Aires1916 då den argentinska regeringen fruktade att förolämpa ambassadörerna från Tyskland och dess allierade.
Det kompletta klaverutdraget av Les Cadeaux de Noël publicerades av Éditions Choudens 1915. Mathilde Saïman, som sjöng rollen som Pierre, spelade in hans aria "Air du petit Pierre" för Pathé Records 1916.

## Personer
| Roller                            | Stämma      | Premiärbesättning den 25 december 1915 (Dirigent: Paul Vidal) |
| --------------------------------- | ----------- | ------------------------------------------------------------- |
| Pierre                            | mezzosopran | Mathilde Saïman                                               |
| Clara, Pierres äldre syster       | sopran      | Ninon Vallin                                                  |
| Emma, Pierres yngre syster        | sopran      | Jeanne Calas                                                  |
| Louis, Pierres yngre broder       | sopran      | Germaine Carrière                                             |
| Père Jean, en gammal granne       | baryton     | Henri Albers                                                  |
| Tysk soldat (röst utanför scenen) | bas         | Jean-François Bello                                           |

## Handling

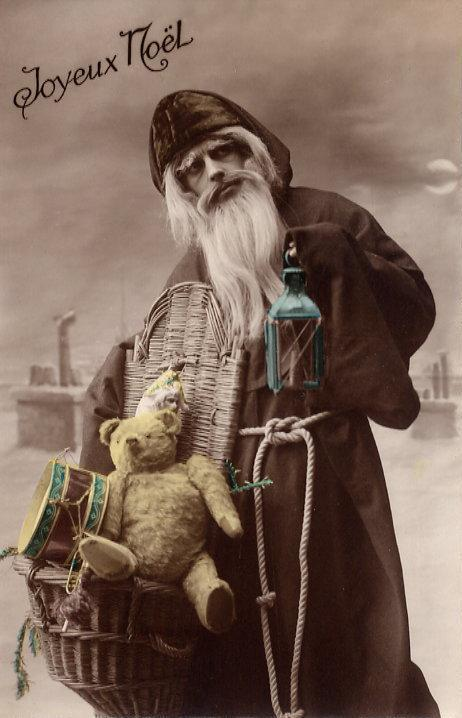
Jultomten avbildad på ett fransk julkort, ca 1910.

Tid och plats: En snöklädd fransk by under Första världskrigets första vinter
Pierre och hand syskon befinner sig i ruinerna av sitt barndomshem. Det har bränts ner av framryckande tyska soldater vilka har dödat deras föräldrar. När deras äldre syster Clara går till byn för att leta efter bröd tror fortfarande Pierre, Louis och Emma att jultomten ska besöka dem på julafton. De placerar sina skor i den trasiga eldstaden i hopp om att de ska vara fyllda med gåvor nästa morgon. Clara återvänder och berättar att jultomten inte kommer komma i år. De besvikna barnen börjar be att så inte ska ske. Den gamle grannen Père John, vars dotter har dödats av tyskarna, hör deras böner och kommer in förklädd som jultomten.
Han berättar för de tre yngre barnen att han har mött deras föräldrar i himlen och att han har med sig gåvor och budskap från dem. Emma får dockor så att hon kan förbereda sig för den dagen när hon gifter sig och blir mamma. Louis får en spade och en yxa så han kan plantera och bygga upp gården. Pierre får ett gevär med budskapet att han aldrig får glömma det oskyldiga blodet som har spillts. Jultomten berättar sedan föräldrarnas sista ord: att de ska se efter sin syster Clara och varandra, och alltid leva tillsammans i harmoni som om de hade ett enda hjärta.
Barnen sjunger sedan att de ska uppfylla sina föräldrars önskan. Medan de sjunger kommer en tysk soldat och beordrar Pierre att falla på knä. I stället skjuter Pierre soldaten med sitt gevär. När de hotas av ankommande tyska soldater räddas de av Père Jean i hans båt. Han för dem till en grotta där de gömmer sig.